# Pachhegam
Pachhegam fou un estat tributari protegit de l'agència de Kathiawar al prant de Gohelwar, presidència de Bombai. La superfície era de 26 km² i estava format per quatre pobles amb dos tributaris separats. Els ingressos estimats eren de 3.700 lliures i el tribut de 212 lliures pel Gaikwar de Baroda i 68 pel nawab de Junagarh. La capital era Pachhegam, a 20 km al sud-est de Dhola. L'estat estava governat per rajputs gohels però era seu d'un important nucli de bramans nagars La població de l'estat el 1881 era de 3.655 habitants, dels quals 2.679 vivien a la capital.